# Belvárosi református templom (Nagybánya)
A nagybányai belvárosi református templom műemlékké nyilvánított templom Romániában, Máramaros megyében. A romániai műemlékek jegyzékében az MM-II-m-A-04484 sorszámon szerepel.